# How Will I Laugh Tomorrow When I Can't Even Smile Today
How Will I Laugh Tomorrow When I Can't Even Smile Today è il terzo album dei Suicidal Tendencies, pubblicato nel 1988 per l'etichetta discografica Epic Records.

È stato registrato nei Cherokee Studios di Hollywood, prodotto da Mark Dodson e dai Suicidal Tendencies, arrangiato da Mike Bosley.

## Tracce
1. Trip at the Brain (Mike Clark, Mike Muir) - 4:32
2. Hearing Voices (Louiche Mayorga, Muir) - 4:13
3. Pledge Your Allegiance (Mayorga, Muir) - 4:32
4. How Will I Laugh Tomorrow (Clark, Muir) - 6:44
5. The Miracle (Clark, Muir) - 5:28
6. Suicyco Mania * (Mayorga, Muir) - 5:52
7. Surf and Slam (Rocky George, Suicidal Tendencies) - 2:51
8. If I Don't Wake Up (Clark, Muir) - 4:53
9. Sorry?! (George, Muir) - 3:47
10. One Too Many Times (Clark, Muir) - 3:13
11. The Feeling's Back (Clark, Muir) - 4:04

* = Non inclusa nella versione in vinile.

## Formazione
- Mike Muir – voce
- Mike Clark – chitarra ritmica
- Rocky George – chitarra solista
- Bob Heathcote - basso
- R.J. Herrera – batteria

## Curiosità
- Il video di Trip at the Brain ha come protagonista John Cusack.